# 不幸の法則
不幸の法則（ふこうのほうそく）は、日本テレビ系列で深夜に放送していたバラエティ番組。

## 概要
開始当初は毎週水曜日23:40～翌0:20の放送で、2004年10月6日に放映開始。2005年4月5日から火曜日（時間帯は同じ）に移動になった。それに伴って番組名にサブタイトルが加わり「不幸の法則 -赤い女 黒い女-」とマイナーチェンジした。
水曜日時代は、女性視聴者からテーマに沿った「不幸の法則」の投稿ネタを募集し、その再現VTRを見ながらスタジオゲストの不幸なエピソードを紹介するトークバラエティ番組であった。
火曜日に移動してからは、あるシチュエーションで「赤い女」と「黒い女」がとるリアクションを紹介し、女性ゲストに自分ならどちらにするか選ばせるコーナー「グッチョイ バッチョイ（Good choice, Bad choice）」がメインになった。あらかじめ男の一般視聴者100名に「赤い女」「黒い女」どちらのリアクションが嫌か答えさせ、その回答に一致する頻度が最も高かったゲスト（ただしMCの独断も加味される）に「不幸な女」の称号が与えられる。
「不幸の選択」の結果の「100人中○人の人に嫌われる」の後に読まれる嫌いな理由を井上が読みあげることも多い。

## 出演者

### MC
- 長井秀和（不幸の番人）
- 井上和香（有能&セクシーな秘書）

### 主なゲスト
- 女性ゲスト3組
  - 井森美幸
  - 梨花
  - だいたひかる
  - 国生さゆり
  - 麻木久仁子
  - くまきりあさ美
  - 佐藤仁美
  - さくら
  - YOU
- 男性ゲスト1組・・・ご意見番
  - ビビる大木
  - ふかわりょう
  - 濱口優（よゐこ）
  - 竹山隆範（カンニング）
  - 出川哲朗
  - アンジャッシュ（児嶋一哉・渡部建）(元レギュラー)
  - アンタッチャブル
  - 山里亮太（南海キャンディーズ）

### VTR出演
- 木南晴夏：「幸子」役
- 安次富真樹：「ケンジ」役
- 街田しおん：「幸枝」役
- アンジャッシュ・・・水曜日時代のみ

渡部は女をうんちくで落とす男などを演じていた。
児嶋は紙オムツをはくなどの体当たり的な役に挑戦していた。
- 佐藤友紀・・・水曜日時代のみ
- 青木さやか・・・水曜日時代の第1回・第3回、「東京都・美幸さん」名義での投稿ネタVTRに出演。

### ナレーター
- 窪田等

## スタッフ
- 演出・プロデューサー：川邊昭宏
- 構成：桜井慎一、榊暁彦、堀江利幸、アサダアツシ、池谷フューチャ
- リサーチ：フォーミュレーション
- 美術：久保玲子
- デザイン：道勧英樹
- TM：古井戸博
- SW：望月達史、小林宏義
- CAM：蔦佳樹、木村博靖
- AUD：辻直哉
- VE：佐藤満、飯島友美
- 照明：谷田部恵美、小川勉
- 音効：森山顕仁
- TK：南田めぐみ
- 編集：よしだ裕二（麻布プラザ）
- MA：番匠康雄
- 美術協力：日本テレビアート
- 技術協力：NTV映像センター
- オープニングタイトル：守屋健太郎
- AP：熊谷春香
- ディレクター：小江翼、福島伸次郎、鈴木淳一、今井大輔、市野雅一
- 演出：山谷和隆
- プロデューサー：鈴木雅人、上原敏明
- チーフプロデューサー：菅賢治（2005年6月21日放送より）
- 制作協力：G-yama
- 製作著作：日本テレビ

### 過去のスタッフ
- ディレクター：椎葉宏治、相田貴史
- チーフプロデューサー：吉田真

## 番組本
「不幸の法則」(ISBN 4820399349) 2005年3月25日日本テレビ放送網株式会社発行